# شیری (هندیجان)
شیری (هندیجان)، روستایی از توابع بخش چم خلف عیسی شهرستان هندیجان در استان خوزستان ایران است.

## جمعیت
این روستا در دهستان سورین قرار دارد و براساس سرشماری مرکز آمار ایران در سال ۱۳۸۵، جمعیت آن ۲۲۵ نفر (۴۰خانوار) بوده‌است.